# هيرشي فريدمان
هيرشي فريدمان هو شخصية أعمال كندي، ولد في 1950 في مونتريال في كندا.